# Macchie (EP)
Macchie è il primo EP della cantautrice italiana Chiamamifaro, pubblicato l'11 giugno 2021 dalle etichette Uma Records, Nigiri e Sony Music.

## Descrizione
Il progetto discografico si compone di cinque brani scritti dalla stessa Chiamamifaro con la collaborazione di autori e produttori, tra cui Alessandro Belotti, Marco Ravelli, Giorgio Pesenti, in arte Okgiorgio, e Riccardo Zanotti.

## Tracce
1. Limiti – 3:10 (Angelica Cristina Gori, Alessandro Belotti, Riccardo Zanotti)
2. Pasta rossa – 3:28 (Angelica Cristina Gori, Riccardo Zanotti)
3. Bistrot – 3:17 (Angelica Cristina Gori, Alessandro Belotti, Riccardo Zanotti)
4. Londra – 3:23 (testo: Angelica Cristina Gori – musica: Angelica Cristina Gori, Alessandro Belotti, Riccardo Zanotti)
5. Domenica – 3:34 (Angelica Cristina Gori, Alessandro Belotti, Riccardo Zanotti)